# ハッピードライビングスクール
株式会社ハッピードライビングスクールは、香川県高松市中心部にある香川県公安委員会指定の自動車教習所を運営する企業である。

## 概要
「マナーアップでハッピー」を校訓として、新規免許取得者に対する教習の他に、高齢者講習、参加体験型の企業講習、地域の学校や住民に対する安全運転教室を実施するなど、地域の交通安全センターとして社会的役割を果たしている。
入校すると近所のうどん屋で 1 カ月間うどんが食べ放題になるという香川県ならではのユニークな取り組みを行なっていたことがある
。

## 社名の由来
「運転の楽しさ・責任・そしてマナー」を学ぶことにより町の活性化に寄与し、安心、安全で皆がハッピーになれるように社会貢献ができる会社を目指して、平成11年9月に社名を「成合自動車学校」から「ハッピードライビングスクール」に変更した。また、会社のロゴマークは頭文字のH、融和の願いを込めた人のつながりを意味しており，色は高齢者マークのオレンジ、初心者マークの緑が使われている。

## 所在地
〒761-8081　香川県高松市成合町 931 番地 1

## アクセス
高松南郵便局から南へ500m

## 沿革
- 昭和34年10月25日 香川県自動車学園成合教習所として設立
- 昭和35年3月 開校 (代表取締役社長 蓮井信義)
- 昭和37年10月25日 香川県公安委員会指定（普通自動車第一種）
- 昭和40年6月15日 社名変更　成合自動車教習所
- 昭和59年5月10日 社名変更　成合自動車学校
- 昭和63年11月21日 香川県公安委員会指定（普通自動二輪車）
- 平成11年9月2日  社名変更 「ハッピードライビングスクール」 (代表取締役社長　蓮井健司)
- 平成17年3月25日 香川県公安委員会指定（大型自動車）
- 平成18年6月1日 新校舎竣工（鉄筋2階建）
- 平成19年1月12日 香川県公安委員会指定（大型特殊自動車）
- 平成19年6月2日 香川県公安委員会指定（中型自動車）
- 平成20年11月７日 香川県公安委員会指定（大型自動二輪車）
- 平成24年2月3日 香川県公安委員会指定（けん引自動車）
- 平成29年3月12日　香川県公安委員会指定（準中型自動車）

## 取扱い車種
- 普通自動車
- 準中型自動車
- 中型自動車
- 大型自動車
- けん引自動車
- 大型特殊自動車
- 普通自動二輪車
- 大型自動二輪車
- 原動機付自転車

## 営業時間
- 8:45 - 20:45 （定休日: 日曜日・祝日）

## 送迎バス
- 高松方面
- 太田方面
- 国分寺方面
- 香西方面
- 香南方面
- 滝宮方面